# Parco Leonardo

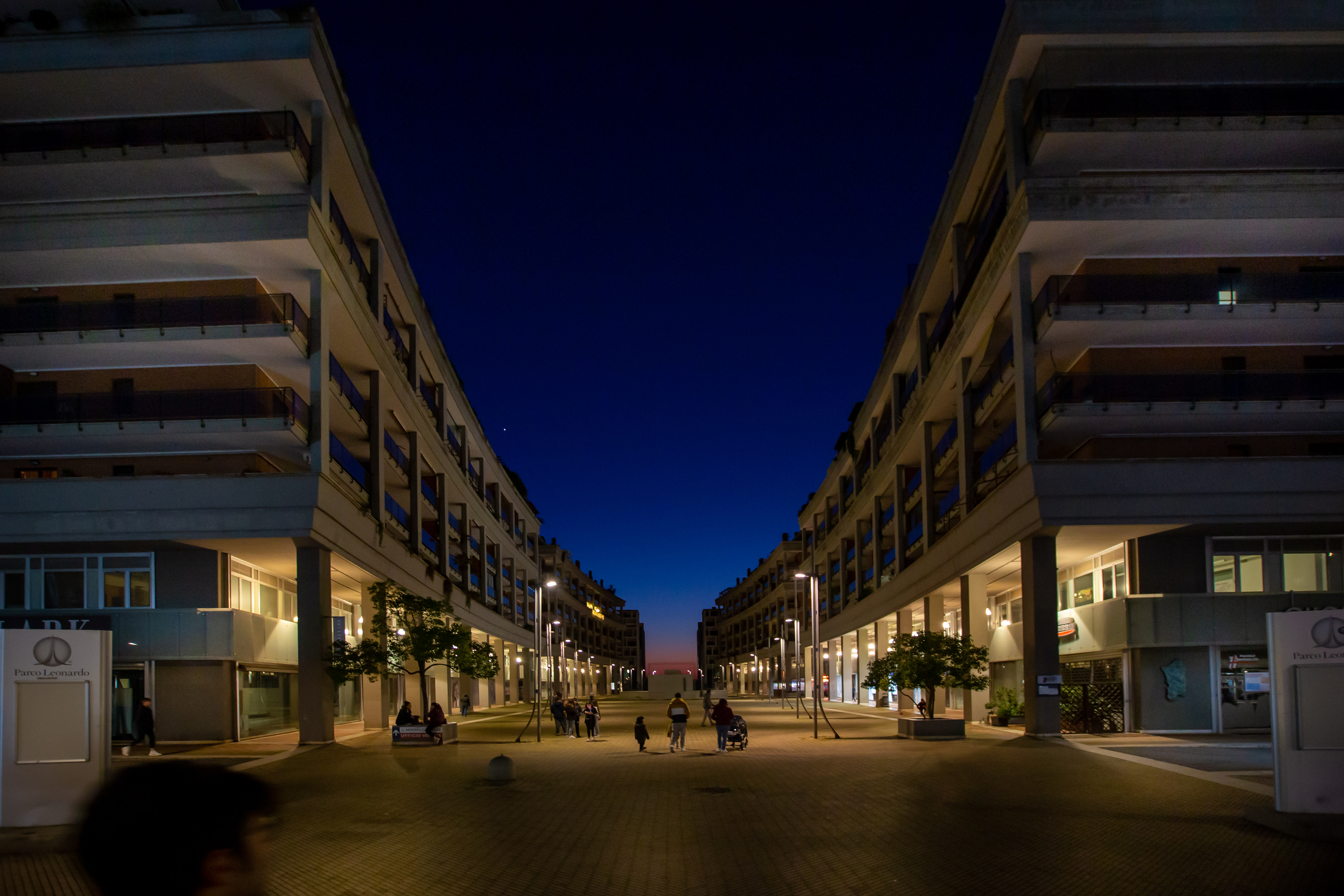

Parco Leonardo est un quartier de la commune de Fiumicino appartenant à la conurbation romaine.
Dès le plan d’ensemble, confié à Ricardo Bofill dès 1993, jusqu'à la mise en œuvre en novembre 2005, Parco Leonardo se présente comme l’œuvre complète d’un seul entrepreneur, Leonardo Caltagirone, la création d'une ville dans la ville, un ensemble urbanistique conçu sur plans et répondant à des critères modernes et novateurs.
Outre la présence de milliers de logements, le quartier comprend un centre commercial, le plus grand d’Italie au moment de son ouverture, un multiplex, UGC Cine Citè, qui, avec ses 24 salles représente le premier en Italie pour sa capacité et un ensemble piétonnier relégant aux niveaux inférieurs les parcs de stationnement.
Parco Leonardo se développe en ligne droite entre l’autoroute A91 reliant Rome à l’aéroport Rome-Fiumicino et la Via Portuense. Parco Leonardo est desservie par le train.
Il se compose de trois zones appelées Athena, à vocation commerciale, Polis et Pleiadi comprenant essentiellement des habitations.

## Source
- (it) Cet article est partiellement ou en totalité issu de l’article de Wikipédia en italien intitulé « Parco Leonardo » (voir la liste des auteurs).